# 18729 Potentino
18729 Potentino este un asteroid din centura principală de asteroizi.

## Descriere
18729 Potentino este un asteroid din centura principală de asteroizi. A fost descoperit pe 22 mai 1998 la Stația Anderson Mesa în cadrul programului LONEOS. Asteroidul prezintă o orbită caracterizată de o semiaxă mare de 2,93 ua, o excentricitate de 0,09 și o înclinație de 3,4° în raport cu ecliptica.